# Woman Walking Downstairs
Woman Walking Downstairs é um filme mudo britânico em curta-metragem, realizado em 1887 pelo inventor e fotógrafo Eadweard Muybridge, parte de seu estudo à respeito do movimento. Atualmente, pode ser visualizado pelo YouTube, encontrando-se em domínio público pela data em que foi realizado. 
Não se trata de um filme como entendemos hoje, mas de uma sequência de fotografias dispostas de forma a criar a impressão de movimento.

## Influência nas artes

GIF de Woman Walking Downstairs

Esta sequencia de fotografias é considerado uma das influências para a pintura Nude Descending a Staircase, No. 2, do francês Marcel Duchamp, um clássico modernista apresentado pela primeira vez no Salon des Indépendants, de Paris, em 1912.
Também serviu como inspiração para o pintor anglo-irlandês Francis Bacon, no nu feminino no painel esquerdo de Crucifixion, de 1965. As séries de fotografias instantâneas de Muybridge à respeito movimento de humanos e animais foram uma fonte constante e fértil de inspiração para Bacon, e muitas de suas figuras são baseadas diretamente nas imagens de Muybridge.

## Sinopse
Uma mulher completamente nua desce às escadas em direção ao observador. Assim como em outras produções de Muybridge que fazem parte de seu estudo sobre o movimento dos seres, a nudez é considerada necessária por tornar a locomoção humana mais fácil de ser estudada.